# Tupoljev Tu-22
Tupoljev Tu-22 (NATO naziv: "Blinder") je bio sovjetski nadzvučni bombarder i zrakoplov za izviđanje.

## Razvoj
Tu-22 je izvorno bio zamišljen kao supersonični bombarder koji bi zamijenio Tu-16. Dizajn je izrađen 1954., ali je prvi prototip poletio tek 21. lipnja 1958.
Prvi masovno proizvedeni zrakoplov je nosio naziv Tu-22B te je prvi put poletio 22. rujna 1960. a javnosti je prikazan 9. srpnja 1961. tijekom dana zrakoplovstva. Tu-22 u službu ulazi tijekom 1962. i 1963. no imao je velikih problema tehničke naravi što je dovelo do velikog broja prizemljenja ali i nesreća. Jedan od glavnih problema je slabo upravljanje te zagrijavanje metala pri supersoničnim brzinama. Često se događalo da se pri slijetanju nos zrakoplova nekontrolirano počne dizati što bi rezultiralo udarom repa o tlo uz teška oštećenja te lom podvozja i udara zrakoplova o stazu. Ovo zadnje je bilo posebno opasno kad bi zrakoplov nosio napunjene rakete prilikom vježbi.
I nakon što je većina ovih problema riješeno Tu-22 je i dalje ostao nepopularan zbog svoje slabe upravljivosti i potrebe za konstantnim održavanjem. Zabilježeno je i nekoliko slučajeva kad su piloti odbijali letjeti ovim zrakoplovom.
Kad je Tu-22B ušao u službu već je postalo jasno da je borbena korisnost Blindera jako ograničena. Unatoč svojoj brzini bio je inferioran starijem Tu-16 koji je imao većim dolet, mogao je ponijeti veću količinu oružja te je bio lagan za održavanje. 
Tu-22R je naziv za borbeno opremljenu inačicu prilagođenu za izviđanje, a u službu ulazi 1962. Tu-22R je imao produžetak u nosu koji mu je omogućavao punjenje goriva tijekom leta. S vremenom je ova mogućnost dodana na sve Tupoljeve Tu-22 te im je tako povećan radijus djelovanja. Izgrađeno je 127 Tu-22R zrakoplova od čega su 62 korištena samo za izviđanje na moru. Nekoliko ovih zrakoplova je ponovno izmijenjeno. Iz njih je izvađena kamera i oprema za izviđanje te su prodani kao Tu-22B inačica. Izrađena je i trener verzija, oznake Tu-22U (Blinder-D) te je imala povišenu pilotsku kabinu za instruktora. Proizvedeno je 46 zrakoplova, a nije imala repnu strojnice te nije bila borbeno sposobna.
Kako bi se pokušalo spasiti neke borbene mogućnosti, Tu-22 je modificiran u nosača i lansera raketa te je označen Tu-22K.
Posljednja inačica Tu-22 je bila Tu-22P koja je bila prilagođena za elektronsko ratovanje te je koristila ELINT opremu i elektronske protumjere.

## Dizajn
Tupoljev Tu-22 ima strijelasta krila povučena pod kutom od 55°. Pokreću ga dva velika turbomlazna motora koji su smještenu na stražnjem dijlu zrakoplova, uz vertikalni stabilizator. Izvorno su to bila dva Dobrinin VD-7M a kasnije, snažniji Kolesov RD-7M2.
Strijelasta krila pod niskim kutom zrakoplovu omogućuju manji otpor zraka, ali povećava brzinu slijetanja i duljinu potrebnu da uzleti.
U kokpitu, pilot je smješten naprijed. Iza njega se nalazi časnik za oružje te navigator ispod njih unutar trupa. Kokpit je loše dizajniran, s lošom preglednošću, neudobnim sjedalima i loše smještenim konzolama i instrumentima što je često izazivalo negodovanje posada koje su letile s njim.
Za vlastitu obranu, Tu-22 je imao jedan ili dva topa u repnoj kupoli s 250 metaka po topu. Kupolu je usmjeravao mali PRS-3A radar te je tako pomagao časniku za oružje jer je on imao slabu ili nikakvu vidljivost sa svog mjesta.

## Povijest korištenja
Ratno zrakoplovstvo Libije je koristilo Tu-22 u borbi protiv Tanzanije 29. ožujka 1979. izvodeći bombadiranja na grad Mwanza. Libijski Tu-22 su korišteni i u bombardiranjima zapadanopg Čada i Sudana.
17. veljače 1986. jedan Tu-22 napada Francusku pistu u Čadu. Do dolaska, letio je nisko kako bi izbjegao radar te brzinom od Mach 1. Kad se počeo približavati meti naglo se uzdignio i izbacivši tri teške bombe. Sve bombe su pogodile svoje mete izazavši teška oštećenja piste zbog čega je cijeli aerodrom trebao biti zatvoren na tri dana.
8. kolovoza 1987. tijekom bombardiranja, oboren je prvi Tu-22. Očevidci tvrde da se jedan pilot uspio katapultirati, no da mu se padobran zapalio. 7. rujna 1987. Francuske snage su oborile jedan Tu-22 dok je bombardirao grad N'Damjenu. Oboren je pomoću MIM-23 Hawk rakete. Njegov pratilac (isto Tu-22) je pritom uspio pobjeći. Od 2002. jedini aktivni korisnik Tu-22 je Ukrajina.

## Inačice
Tu-22B
- Originalni bombarder sa slobodno padajućim bombama.

Tu-22R
- Izviđačka inačica s mogućnošću bombardiranja.

Tu-22RK
- Izviđačka inačica s mogućnošću bombardiranja te dodatnom ELINT opremom.

Tu-22RDM
- Unaprijeđena izviđačka inačica, modificirana od starijih izviđačkih verzija.

Tu-22P
- Elektronsko ratovanje i izvviđanje.

Tu-22K
- Nosač i lanser raketa. Nosi jednu Raduga Kh-22 raketu a proizvodi se od 1965.

Tu-22U
- Trener

Tu-22UD
- Trener verzija s opremom za punjenje tijekom leta.

## Korisnici
- Irak
- Libija
- Ukrajina
- Rusija
- Irak
- SSSR

## Tehničke karakteristike (Tu-22R)
Osnovne karakteristike
- dužina: 41,60 m
- raspon krila: 23,17 m
- površina krila: 162 m
- visina: 10,13 m

Letne karakteristike
- najveća brzina: 1.510 km/h
- dolet: 4.900 km
- najveća visina leta: 13.300 m
- specifično opterećenje krila: 525 kg/m2
- motor: 2× Dobrynin RD-7M-2 turbomlazna motora